# Paul Scoon
Sir Paul Godwin Scoon (4 de julho de 1935 — 2 de setembro de 2013) foi um um político granadino que serviu como governador-geral de Granada de 1978 a 1992.
Seu longo mandato foi marcado na história pela ascensão e queda do Governo Revolucionário Popular, e seu envolvimento pessoal e apoio à Invasão de Granada (1983).

## Carreira política
Em 1978, Scoon foi nomeado governador-geral de Granada pela rainha Elizabeth II, a conselho do primeiro-ministro, Sir Eric Gairy. No entanto, no ano seguinte, o New Jewel Movement, movimento social liderado por Maurice Bishop e ex-alunos de Scoon, como o Bernard Coard e Hudson Austin, derrubaram o primeiro ministro Eric Gairy em um golpe popularmente apoiado e quase sem baixas.
Inicialmente preso pelos militantes, Scoon logo foi solto com um pedido de desculpas. Os insurgentes queriam continuar o status de Granada como uma monarquia constitucional e manter o cargo de governador-geral para representar a monarca, rainha Elizabeth II. 
Paul Scoon e Maurice Bishop conseguiram manter uma relação, apesar de Scoon se opor fortemente aos princípios marxistas-leninistas do governo recém instaurado. Os revolucionários consideravam Scoon uma figura política útil para facilitar o reconhecimento internacional do novo governo e relações internacionais com o Canadá e o Reino Unido.

## Invasão de Granada
Bishop foi deposto por um contra-golpe executado em 12 de outubro de 1983, que foi orquestrado por Bernard Coard, antigo parceiro de governo de Bishop. No curso de uma contínua luta pelo poder, Bishop e três de seus ministros mais próximos foram executados em 19 de outubro de 1983, por soldados do Exército Revolucionário Popular leais ao lado de Bernard Coard. 
Paul Scoon agindo por meio de canais diplomáticos secretos, pediu aos Estados Unidos e às nações caribenhas interessadas que interviessem para restaurar a paz e a ordem na ilha. A coalizão de invasão sustentou que Scoon estava no seu direito de fazê-lo, agindo sob os poderes de reserva conferidos à Coroa britânica. Em 25 de outubro, a invasão de Granada (codinome Furia Urgente) foi lançada por uma força conjunta EUA e países caribenhos para depor o governo.
Quando ocorreu a invasão, um dos primeiros passos foi libertação de Scoon, tarefa atribuída aos SEALs da Marinha dos Estados Unidos. Uma unidade SEAL chegou de helicóptero Blackhawk sob fogo e ficou presa com em sua residência oficial na capital de Saint George's. Após um cerco de um dia inteiro, Paul Scoon, sua família e 22 SEALs foram libertados por fuzileiros navais da 22ª Unidade Expedicionária de Fuzileiros Navais.
Os governos dos EUA e países caribenhos rapidamente reafirmaram Scoon como o único representante legítimo da rainha em Granada e única autoridade legal na ilha. Em 27 de outubro, foi divulgado publicamente o texto de uma carta de Scoon, datada de 24 de outubro, na qual solicitava intervenção armada. A carta foi citada como prova de que a invasão não foi um ato unilateral dos EUA, mas uma ação conjunta.
De acordo com a prática constitucional da organização intergovenamental Commonwealth, Paul Scoon tornou-se chefe do governo interino e nomeou um conselho consultivo, que por sua vez nomeou Nicholas Brathwaite como presidente e primeiro-ministro interino até que as eleições pós-invasão fossem realizadas em 1984. 
Paul Scoon se aposentou de seu cargo de governador-geral em 1992 aos 57 anos.